# 希德·内爾森
希德·内爾森（英語：Sid Nelson；1996年1月1日—）是一位英格蘭足球運動員。在場上的位置是後衛。他現在效力於英格蘭足球甲級聯賽球隊米爾沃爾足球俱樂部。他在8歲時就加入米爾沃爾。